# İrem Altuğ
İrem Altuğ (* 15. September 1980 in Istanbul) ist eine türkische Schauspielerin.

## Leben und Karriere
Altuğ wurde am 15. September 1980 in Istanbul geboren. Ihr Debüt gab sie 1989 in dem Film Karilar Kogusu. Sie studierte an der Mimar Sinan Üniversitesi.  Danach setzte sie ihr Studium an der San Francisco State University fort. Außerdem spielte sie in den Serien Seytan Ayrintida Gizlidi, Kayip Araniyor, Ihlamurlar Altinda und Vazgec Gonlum mit. Unter anderem tauchte sie in Eve Giden Yol 1914 und Kirpi auf. 2022 war sie in Kalp Yarası zu sehen.

## Filmografie
Filme
- 1989: Karılar Koğuşu
- 2006: Eve Giden Yol-1914
- 2009: Melekler ve Kumarbazlar
- 2009: Kirpi

Serien
- 2004: Şeytan Ayrıntıda Gizlidir
- 2005: Ihlamurlar Altında
- 2007: Vazgeç Gönlüm
- 2011: Kayıp Aranıyor
- 2013: Aşk Ekmek Hayaller
- 2017: Çember
- 2017–2021: Çukur
- 2022: Kalp Yarası
- 2022: Yalı Çapkını